# 智调佛

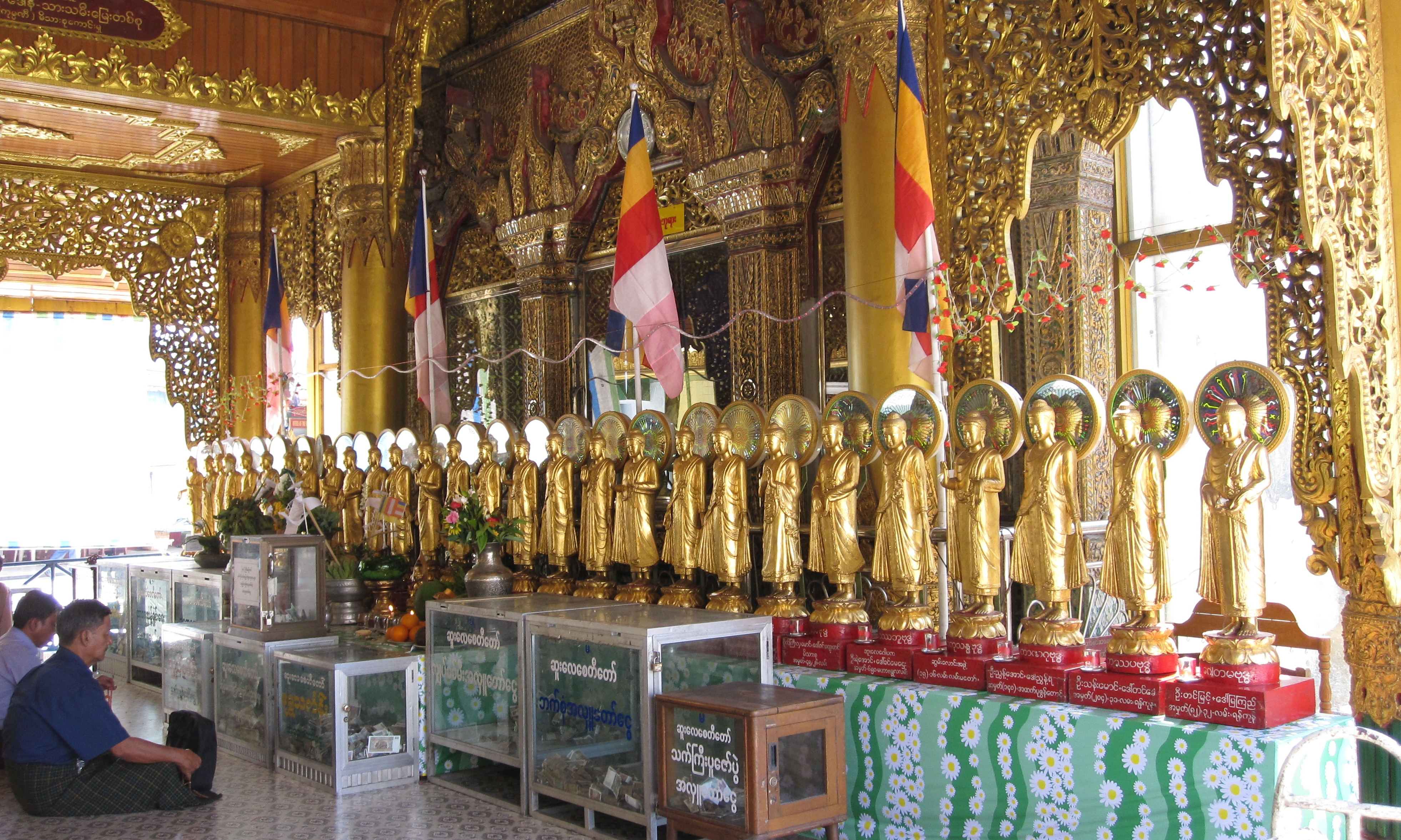
緬甸仰光的二十八佛像

智调佛 ，又译智调伏佛、憍陳如佛、拘利若佛、拘鄰佛等，是《佛种姓经》记载的过去二十八佛之一，位列莊嚴劫燃灯佛之後。出生在王城喜乐城（Rammavati）；父亲是国王須難陀（Sunanda），母后善生（Sujata）；他是刹帝利种姓，有二十八肘高；一万岁时出家，此前生活在三个金殿：流支（Ruci）、须流支（Suruci）和须婆（Subha）；有妻子流支提毗（Rucidevī），儿子胜军（Vijitasena）。
他出家後，苦行十月，无所收获，身体消瘦。後受到商人阿時婆迦孙陀那（Ajivaka Sundana）之女耶输陀罗（Yashodharā）的乳饭供养，又由孙陀那（Sundana）给予草垫，在桫椤迦耶（Sālakalyāni）树（即当时的菩提树）下垫席禅坐，觉悟成佛。
智调佛在神住城（Amaravati）附近的天林（Devavana）初转法轮，度十比丘，组建僧团；上首弟子先由須跋陀羅（Subhadda，意爲善贤）担当，後是胜军（Vijitasena），最後是优昙那（Udena）；随侍弟子是阿那律陀（Anuruddha）。释迦牟尼佛在当时的因地爲转轮国王，名叫胜者（Vijitāvī），他统治着月围城（Candavatī），护持了智调佛在城内度过三个月的安居，并作出大量布施，受到了智调佛的将在无量劫後成佛的授记。
智调佛於十万岁时（当时人寿命十万岁）在真那羅摩（Canarama）入灭，舍利装藏在约39公里高的卒塔婆中，《佛种姓经·智调佛品》记载他的舍利保持了完整，没有分散。